# Ceranów
Ceranów – wieś w Polsce, położona w województwie mazowieckim, w powiecie sokołowskim, w gminie Ceranów. Ma status sołectwa. Leży nad Czarną Strugą.
W latach 1954–1972 wieś należała i była siedzibą władz gromady Ceranów. W latach 1975–1998 miejscowość administracyjnie należała do województwa siedleckiego.
Miejscowość jest siedzibą gminy Ceranów oraz parafii Niepokalanego Poczęcia Najświętszej Maryi Panny.
Wieś leży w sąsiedztwie dwóch kompleksów leśnych, oddzielonych od siebie doliną Buczynki, dopływu Bugu.
Znajdują się tutaj: Urząd Gminy, poczta, Ochotnicza Straż Pożarna, przedszkole, szkoła podstawowa, ośrodek zdrowia i apteka, piekarnia, sklepy, kwiaciarnia, bank spółdzielczy, leśnictwo, kościół, cmentarz, punkt wymiany butli gazowych, zakład produkcji przyczep "SYLAND".
Wieś leży na szlaku komunikacyjnym pomiędzy Sokołowem Podlaskim, Kosowem Lackim i Zambrowem.
Z Ceranowa pochodzi Stanisław Poniatowski, polski etnograf, antropolog.

## Nazwa
Nazwa miejscowości Ceranów przechodziła ewolucję – od nazwy Czyranowo, poprzez Czeranowo i Ceranowo, do obecnego brzmienia. Pochodzi ona od staroruskiego rzeczownika черенъ (čerenъ) oznaczającego rękojeść, uchwyt, trzon, rdzeń. Obecnie odrzucana jest hipoteza odimiennego pochodzenia nazwy (od imienia Cyryl lub Ceran). Nieprawidłowa jest też etymologia ludowa wywodząca nazwę od kaczek cyranek.
Według ks. Jana Jakubika (1900-1977), ceranowskiego proboszcza, pierwotna nazwa miejscowości miała brzmieć Kadłuby Podborne i pochodzić od starych, spróchniałych drzew, zwanych kadłubami. Możliwe też, że nazwa ta oznaczała tylko część wsi (z kościołem) i funkcjonowała równolegle z nazwą Ceranów, a z czasem zanikła.

## Położenie
Ceranów to niewielka miejscowość położona w północnej części powiatu sokołowskiego, w połowie drogi pomiędzy Kosowem Lackim a Sterdynią. Leży w sąsiedztwie Nadbużańskiego Parku Krajobrazowego i Puszczy Sterdyńskiej w dolinie rzeki Strugi. Okoliczne bory nosiły niegdyś nazwę puszcz: Ceranowskiej, Sterdyńskiej i Kiełpienieckiej. Są to głównie lasy sosnowe, czyli bory z domieszką dębu, brzozy, osiki i świerku. Podszycie stanowi głównie jałowiec i leszczyna, a runo – mchy, jagody, borówki, paprocie, grzyby i wrzos.

## Integralne części wsi
| SIMC    | Nazwa        | Rodzaj    |
| ------- | ------------ | --------- |
| 0669393 | Pod Radością | część wsi |
| 0669401 | Poświątne    | część wsi |
| 0669418 | Zagórki      | część wsi |

## Ludność

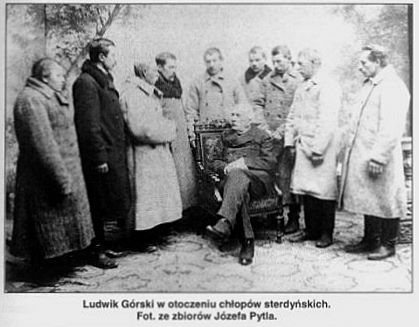
Ludwik Górski w otoczeniu włościan

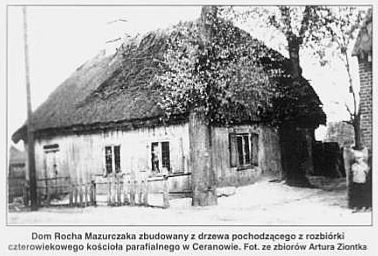
Dom Rocha Mazurczaka zbudowany z bali pochodzących z rozbiórki starego kościoła (lata 70. XIX w.)

Mieszkańcy Ceranowa to w przeważającej części ludność rolnicza, zajmująca się hodowlą bydła i uprawą zbóż, kukurydzy i ziemniaków. Uprawiane przez nich pola były niegdyś pokryte lasami i bagnami, z rzadka zamieszkanymi. Tereny te, leżąc na pograniczu osadnictwa mazowieckiego i ruskiego, w średniowieczu często zmieniały właścicieli, tj. książąt piastowskich i Rurykowiczów.
Przed powstaniem parafii w 1508 r. mieszkało tu zaledwie 400 osób, trudniących się bartnictwem.
Chociaż mieszkańcy to w większości Mazowszanie, zamieszkiwali tu również Rusini, którzy z czasem spolszczyli się. W miejscu nazywanym "Cerkwisko" (mieści się tam obecnie Urząd Gminy i poczta) kiedyś była cerkiew unicka. Dziś w parafii Ceranów nie ma ani jednej osoby wyznania greckokatolickiego.

## Historia

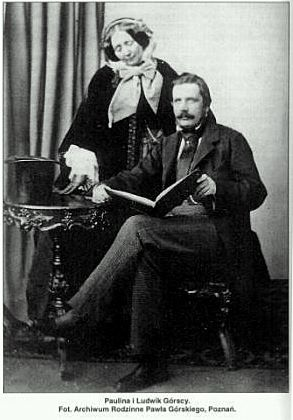
Ludwik i Paulina z hr. Krasińskich Górscy

Pierwsze udokumentowane wzmianki o Ceranowie pochodzą z 1465 r. Zawierają one informację o tym, że Małgorzata Niemirowiczowa, wdowa po Janie Niemirowiczu, wraz z synem Jakubem daje dziedziczne wójtostwo "uczciwemu Tymoszowi w Ceranowie" (Por. A. Jabłonowski: Źródła dziejowe. T. XVII, cz. 2: Polska XVI w. pod względem geograficzno-statystycznym. T. VI, cz. 2: Podlasie. Warszawa 1909, s. 97). Najstarszymi znanymi właścicielami Ceranowa i Kadłubów (które w poł. XVI w. zostały wchłonięte przez Ceranów) byli Niemirowiczowie h. Jastrzębiec. Najprawdopodobniej miejscowości te zostały nadane Janowi Niemirowiczowi przez Kazimierza Jagiellończyka, choć nie można wykluczyć, że stanowiły one dziedzictwo jego żony Małgorzaty. Pod koniec XV w. Ceranów i Kadłuby odziedziczyła ich córka Katarzyna Niemirowiczówna, żona Piotra Kiszki Strumiłły, zwana Panią Piotraszkową. Ufundowała ona kościół w Kadłubach jeszcze przed 1488 r., choć dokument fundacyjny wystawiła (w którym widnieje jako Katarzyna Piotraszkowa) dopiero 10.X.1508 r., co było konieczne dla utworzenia parafii. Tydzień później, 16.X.1508 r., biskup łucki Paweł Algimunt Holszański wystawił dokument erekcyjny parafii pw. Znalezienia Krzyża Świętego. Ufundowana przez ówczesną właścicielkę majątku, Katarzynę Niemirowiczównę, kaplica spełniała swą funkcję sakralną przez 365 lat. W latach 1872–75 wybudowano murowany kościół, który istnieje do dzisiaj. Jego fundatorami byli właściciele majątku Ceranów i Sterdyń Ludwik Górski i Paulina z Krasińskich Górska, którzy są pochowani w krypcie grobowej przy tymże kościele.
Po Niemirowiczach Ceranów i Kadłuby przeszły w ręce ich spadkobierców. W 1505 r. Katarzyna z Niemirowiczów Kiszczyna zapisała Ceranów i Kadłuby swojemu synowi Mikołajowi Kiszce Ciechonowskiemu. Po jego bezpotomnej i wczesnej śmierci w 1508 r. miejscowości te przeszły w ręce jego trzech sióstr: Petroneli ks. Glińskiej, Barbary Stankowiczowej i Jadwigi Raczko, a następnie po nich do ks. Glińskich, Bokijów-Kułyskich, Gałązkowskich i Maruszewskich.
O wczesnym osadnictwie na tym terenie świadczą liczne stanowiska i eksponaty archeologiczne. W roku 1956 natrafiono na osadę kultury trzcinieckiej w okresu epoki brązu, cmentarzysko całopalne z okresu wpływów rzymskich z I-IV w. oraz osadę wczesnośredniowieczną z IX w. Stanowisko znajduje się ok. 1 km na północny zachód od Ceranowa, w miejscu zwanym "Mogiłkami" (A. Ziontek, Wstęp do: Ks. J. Jakubik, Ceranów dawniej i dziś, Siedlce 2005, s. IX). Na terenie gminy Ceranów znajdowały się 163 stanowiska archeologiczne, z czego w samym Ceranowie aż 61.
W latach 1656–57 Ceranów doświadczył szwedzkiej przemocy. Stacjonował tu oddział szwedzki, który dokonał wielkiego spustoszenia we wsi i okolicy. Splądrowano i obrabowano kościół, zabito dwóch kapłanów i wielu mieszkańców, spalono wieś.

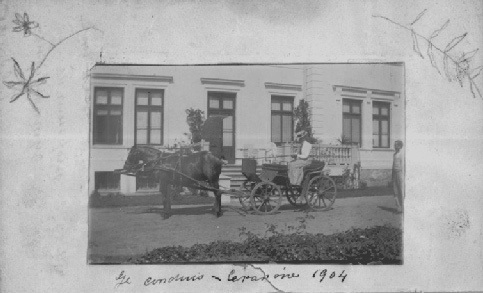
Przed dworem w Ceranowie. Rok 1904

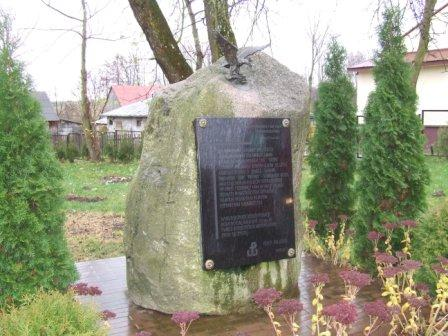
Kamień granitowy upamiętniający podziemną działalność mieszkańców Ceranowa podczas II wojny światowej. Znajduje się on przed budynkiem Urzędu Gminy w Ceranowie

Wiek XIX i pierwsza połowa XX w. to w historii Ceranowa szczególny okres. Właścicielem i administratorem majątku była wówczas rodzina Górskich, która doprowadziła wieś do rozwoju gospodarczego i oświatowego rozkwitu. Tutaj także rozpoczęły się prekursorskie – w skali całego kraju – działania właścicieli ziemskich w zakresie nazwanym przez pozytywizm "pracą u podstaw" albo "pracą organiczną". W celu podniesienia poziomu oświaty Ludwik Górski sprowadził do Ceranowa siostry felicjanki z Warszawy.
W okresie przed wybuchem wojny powstało na linii Ceranów-Nur lotnisko wojskowe. W czasie kampanii wrześniowej stacjonowała na nim 151 Eskadra Myśliwska.
Lotnisko to zostało rozbudowane przez Niemców w 1941. Od 24 września do 4 października 1939 pow. sokołowski i Ceranów zajęła armia radziecka. W tym czasie Ceranów został spustoszony przez okupanta wycofującego się za Bug. Mieszkańcy Ceranowa podczas II wojny światowej angażowali się w walki państwa podziemnego o suwerenność kraju. Tragiczną w dziejach Ceranowa jest data 9 maja 1945 r., kiedy to NKWD dokonało mordów, aresztowań i podpaleń. Materiały pirotechniczne znajdujące się na pobliskim lotnisku miały posłużyć "czerwonoarmistom" do profanowania i ograbiania masowych mogił w Treblince

## Zabytki

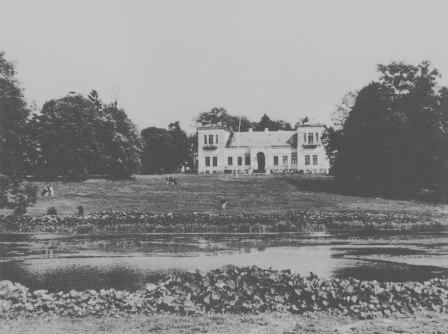
Pałac Górskich w Ceranowie

- Pałac z 1877 zbudowany według projektu Bolesława Podczaszyńskiego na planie prostokąta, z piętrowymi ryzalitami po bokach. Parterowa część środkowa na cokole tworzącym taras. W latach 50. XX w. pałac został spalony. Odbudowano go, dodając jedno piętro w części środkowej pomiędzy ryzalitami, zmieniając tym samym sylwetkę budowli. Przeznaczono go wówczas na dom wypoczynkowy pracowników PKP i ich dzieci. Obecnie mieści się w nim szkoła podstawowa i gimnazjum.

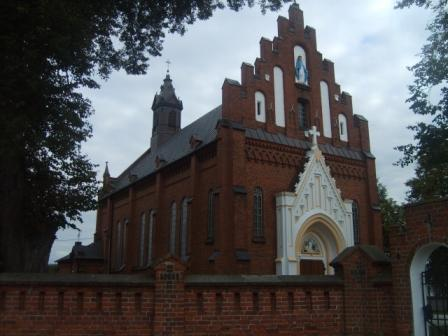
Kościół parafialny w Ceranowie pw. Niepokalanego Poczęcia NMP, wybudowany w latach 1872–75

- Kościół neogotycki z 1875 według projektu Bolesława Podczaszyńskiego i Zygmunta Kiślańskiego, siedziba parafii Niepokalanego Poczęcia NMP. Zbudowany jest z czerwonej cegły w stylu wiślano-gotyckim. Posiada estetyczną, proporcjonalną sylwetkę. Wewnątrz znajduje się wiele przedmiotów, które są śladem twórczości rzemieślniczej i rękodzielniczej XIX w. Ponadto są tu dwie rzeźby z XVIII wieku, przedstawiające św. Piotra i św. Pawła oraz trzy obrazy Józefa Buchbindera: NMP Niepokalana, św. Roch i Najświętsze Serce Jezusa. W ołtarzu głównym znajdują się relikwie Krzyża Świętego. Na uwagę zasługują: nastawy ołtarzowe, chrzcielnica, ambona, droga krzyżowa, zabytkowe ornaty, umeblowanie zakrystii, tablice pamiątkowe, witraże, żyrandole, kasetony sufitowe, chór kościelny, dzwonnica, tympanon nad wejściem głównym i krypta grobowa rodziny Górskich.

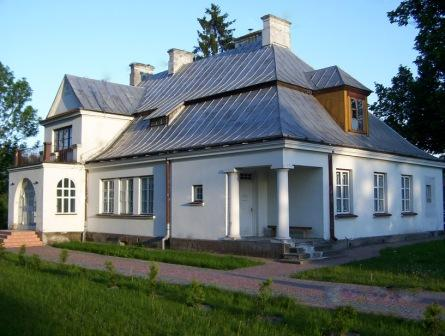
Plebania w Ceranowie

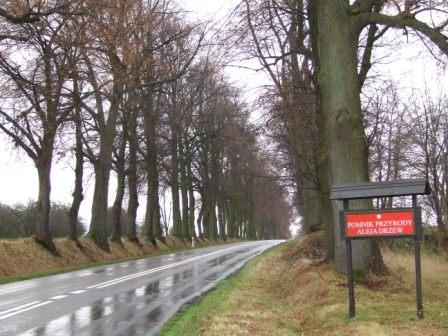
Pomnik przyrody. Aleja drzew

- Plebania z 1927 roku, murowana, wybudowana staraniem ks. Jana Kłopotka na miejscu poprzedniej zbudowanej z bali drewnianych.

- Aleja drzew przy szosie w kierunku Sterdyni – pomnik przyrody.

## Siostry felicjanki

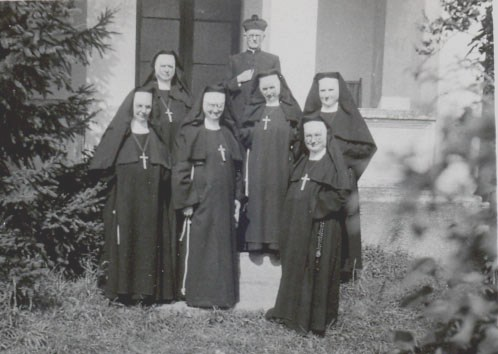
Siostry felicjanki i ks. Jan Jakubik, autor monografii "Ceranów dawniej i dziś"

Siostry felicjanki przybyły do Ceranowa dwukrotnie. Po raz pierwszy 17 lipca 1859 r. na prośbę Ludwika i Pauliny Górskich. Tu powstała pierwsza ich placówka poza Warszawą.
Siostry prowadziły ochronkę, która była raczej wiejską szkołą, do której codziennie przychodziło ok. 100 dzieci. Ich nauka trwała do ok. godz. 16.00. Po tej godzinie przychodzili dorośli, którzy uczyli się czytać i pisać, oraz innych umiejętności praktycznych, a także zdobywali wszechstronną wiedzę, do ok. godz. 20.00.
Jedna z sióstr opiekowała się chorymi, inne zajmowały się gospodarstwem domowym i ogrodem warzywnym.
W roku 1864 Zgromadzenie Sióstr Felicjanek zostało skasowane przez rząd carski. Siostry opuściły Ceranów na początku 1865 r.
Ponownie wróciły do Ceranowa 6 września 1957 r. Jak dawniej opiekowały się chorymi i biednymi, dziećmi, ministrantami, nauką religii. Troszczyły się także o kościół, o kwiaty, o bieliznę kościelną. Siostry pracują w parafii do dziś.